# Team Deathmatch
Team Deathmatch (prevedeno na hrvatski, timska borba smrti) je mod koji se najčešće upotrebljava u FPS videoigrama. Veoma je sličan Deathmatchu, no za razliku od njega, igrači su podijeljeni u dvije ekipe koje imaju zajednički zbroj ubojstava. U ovom obliku igre najčešće nije dopuštena prijateljska vatra, tj. pucati po članovima svoje ekipe. Ako se to dogodi, čest način kažnjavanja je oduzimanje bodova momčadi ili izbacivanje igrača na određeno vrijeme iz momčadi.